# Кодбек-ан-Ко
Кодбе́к-ан-Ко (фр. Caudebec-en-Caux) — колишній муніципалітет у Франції, у регіоні Нормандія, департамент Приморська Сена. Населення — 2266 осіб (2011).
Муніципалітет був розташований на відстані близько 140 км на північний захід від Парижа, 29 км на захід від Руана.

## Історія
До 2015 року муніципалітет перебував у складі регіону Верхня Нормандія. Від 1 січня 2016 року належав до нового об'єднаного регіону Нормандія.
1 січня 2016 року Кодбек-ан-Ко, Сен-Вандрій-Рансон i Вільк'є було об'єднано в новий муніципалітет Рив-ан-Сен.

## Демографія
Динаміка населення (base Cassini de l'EHESS pour les nombres retenus jusqu'en 1962, base Insee à partir de 1968 (population sans doubles comptes puis population municipale à partir de 2006) ·  ):
Розподіл населення за віком та статтю (2006):
| Стать | Всього | До 15 років | 15-24 | 25-44 | 45-64 | 65-85 | Понад 85 |
| --- | ------ | ----------- | ----- | ----- | ----- | ----- | -------- |
| Чоловіки | 1087   | 217         | 107   | 305   | 253   | 185   | 20       |
| Жінки | 1238   | 154         | 125   | 294   | 214   | 345   | 106      |
| \| Статево-вікова піраміда \| Статево-вікова піраміда \| Статево-вікова піраміда \| \| ----------------------- \| ----------------------- \| ----------------------- \| \| Чоловіки \| Вік \| Жінки \| \| 20 \| 85 + \| 106 \| \| 48 \| 80-84 \| 73 \| \| 32 \| 75-79 \| 106 \| \| 89 \| 70-74 \| 93 \| \| 16 \| 65-69 \| 73 \| \| 44 \| 60-64 \| 24 \| \| 57 \| 55-59 \| 69 \| \| 84 \| 50-54 \| 61 \| \| 68 \| 45-49 \| 60 \| \| 76 \| 40-44 \| 63 \| \| 92 \| 35-39 \| 91 \| \| 76 \| 30-34 \| 76 \| \| 61 \| 25-29 \| 64 \| \| 60 \| 20-24 \| 81 \| \| 47 \| 15-20 \| 44 \| \| 67 \| 10-14 \| 47 \| \| 79 \| 5-9 \| 55 \| \| 71 \| 0-4 \| 52 \| |        |             |       |       |       |       |          |
| Статево-вікова піраміда |        |             |       |       |       |       |          |
| Чоловіки | Вік    | Жінки       |       |       |       |       |          |
| 20 | 85 +   | 106         |       |       |       |       |          |
| 48 | 80-84  | 73          |       |       |       |       |          |
| 32 | 75-79  | 106         |       |       |       |       |          |
| 89 | 70-74  | 93          |       |       |       |       |          |
| 16 | 65-69  | 73          |       |       |       |       |          |
| 44 | 60-64  | 24          |       |       |       |       |          |
| 57 | 55-59  | 69          |       |       |       |       |          |
| 84 | 50-54  | 61          |       |       |       |       |          |
| 68 | 45-49  | 60          |       |       |       |       |          |
| 76 | 40-44  | 63          |       |       |       |       |          |
| 92 | 35-39  | 91          |       |       |       |       |          |
| 76 | 30-34  | 76          |       |       |       |       |          |
| 61 | 25-29  | 64          |       |       |       |       |          |
| 60 | 20-24  | 81          |       |       |       |       |          |
| 47 | 15-20  | 44          |       |       |       |       |          |
| 67 | 10-14  | 47          |       |       |       |       |          |
| 79 | 5-9    | 55          |       |       |       |       |          |
| 71 | 0-4    | 52          |       |       |       |       |          |

## Економіка
2010 року серед 1361 особи працездатного віку (15—64 років) 1032 були активними, 329 — неактивними (показник активності 75,8%, у 1999 році було 72,0%). З 1032 активних мешканців працювало 879 осіб (482 чоловіки та 397 жінок), безробітними було 153 (85 чоловіків та 68 жінок). Серед 329 неактивних 84 особи були учнями чи студентами, 127 — пенсіонерами, 118 були неактивними з інших причин.

У 2010 році в муніципалітеті числилось 1082 оподатковані домогосподарства, у яких проживали 2127,5 особи, медіана доходів виносила 17 487 євро на одного особоспоживача